# 京都府立与謝の海支援学校
京都府立与謝の海支援学校（きょうとふりつ よさのうみしえんがっこう）は、京都府与謝郡与謝野町（旧：岩滝町）にある府立特別支援学校。

## 設置学部
- 小学部
- 中学部
- 高等部
- ひまわり
- その他
  - 自立活動
  - 療育訓練

## 歴史
- 1968年（昭和43年）9月10日 - 養護学校開設準備室を設置。
- 1969年（昭和44年）4月1日 - 養護学校開設（高等部のみ）。10日に入学式施行。
- 1970年（昭和45年）4月1日 - 小学部と中学部を設置。
- 1984年（昭和59年）4月1日 - 京都府立中丹養護学校が福知山市と綾部市の境界に開校。綾部、福知山、天田郡の児童生徒が転校。
- 2005年（平成17年）4月1日 - 舞鶴市内に京都府立舞鶴養護学校が開校したことに伴って校区変更となり、舞鶴市内の児童生徒が転校。
- 2011年（平成23年）4月1日 - 学校名を「京都府立与謝の海支援学校」に変更。

## 通学区域
- 宮津市
- 京丹後市
- 伊根町
- 与謝野町